# Frank Markham
Sir Sydney Frank Markham (19 octobre 1897 - 13 octobre 1975) est un homme politique britannique qui a siégé pour trois partis au Parlement.

## Biographie
Après s'être présenté à Guildford pour le parti travailliste en 1924, il est élu pour ce parti aux élections générales de 1929 comme député de Chatham, et fait défection avec Ramsay MacDonald pour devenir député travailliste national juste avant de se retirer aux élections générales de 1931. C'est sous ces couleurs qu'il est élu pour Nottingham South en 1935. Il perd ce siège en tant que «national indépendant» aux élections générales de 1945. Il est secrétaire parlementaire privé du Premier ministre de 1931 à 1932.
Au 1950 des élections générales, il est candidat conservateur dans la circonscription de Buckingham, mais est battu par le sortant travailliste, Aidan Crawley. Cependant, aux élections générales de 1951, il bat Crawley par une majorité de seulement 54 voix. Il conserve le siège avec des majorités étroites aux élections de 1955 et aux élections de 1959 et ne se représente pas aux élections générales de 1964.
Il est fait chevalier par la reine Élisabeth II le 30 juin 1953 dans les honneurs du couronnement de 1953 .
À la retraite, il est surtout connu pour son A History of Milton Keynes and District (deux volumes) (ISBN 0-900804-29-7). Une école secondaire à Milton Keynes, dans le Buckinghamshire - maintenant remplacée - porte son nom. Il est enterré au cimetière de Calverton Road, Stony Stratford à Milton Keynes, avec sa femme Frances.